# Pfarrkirche St. Nikolaus (Waltenschwil)

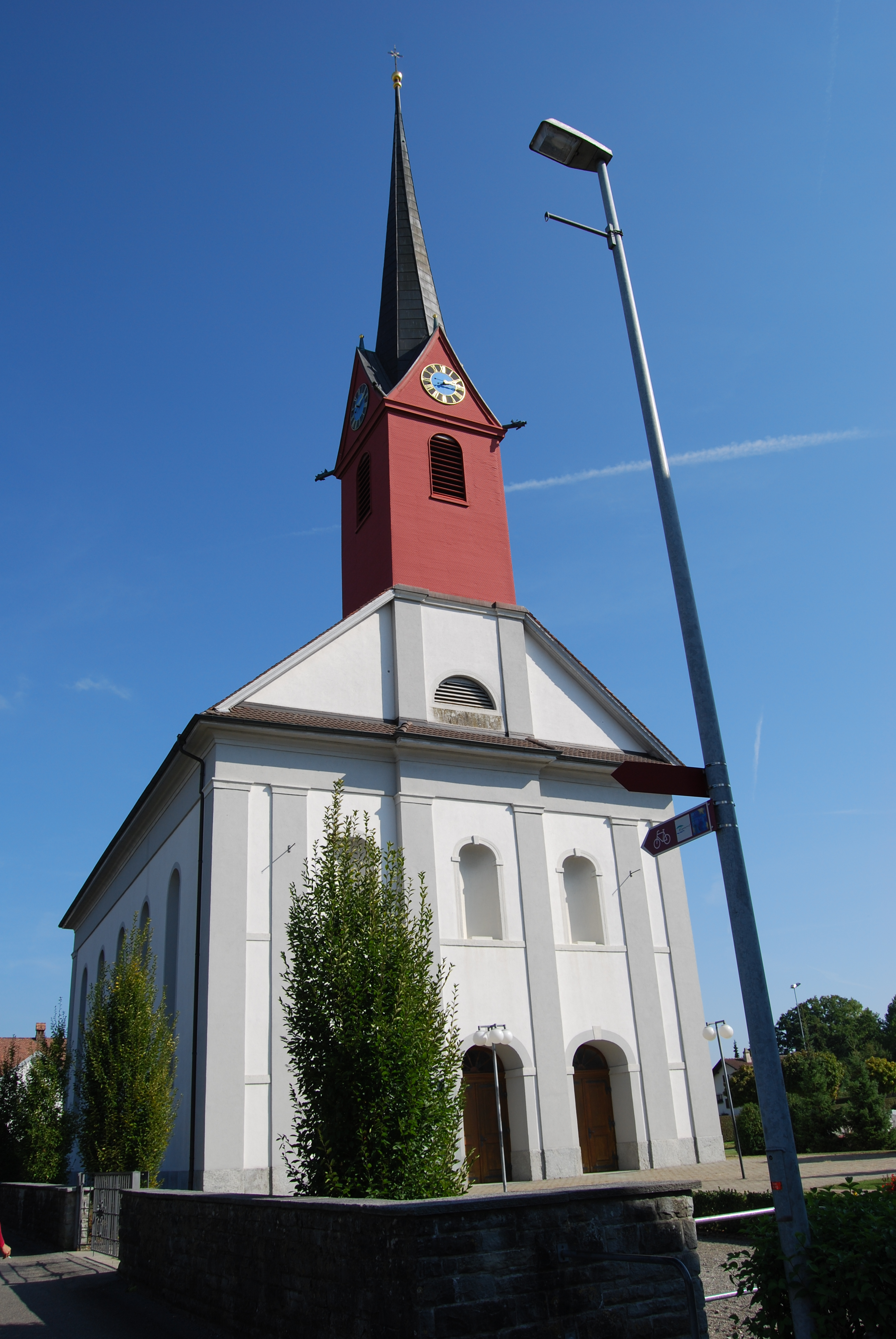
Pfarrkirche St. Nikolaus

Die Pfarrkirche St. Nikolaus ist die römisch-katholische Pfarrkirche von Waltenschwil im Kanton Aargau. Das Gebäude im klassizistischen Stil entstand in den 1830er Jahren und ersetzte eine im frühen 16. Jahrhundert erbaute Kapelle.

## Geschichte
Jahrhundertelang war Waltenschwil ein Teil der Pfarrei Boswil, deren Kollator das Kloster Muri war. 1516 wurde am rechten Ufer der Bünz die Nikolauskapelle errichtet. 1670 tätigte Abt Hieronymus Troger eine Spende für die Erneuerung der Kapelle, 1746 weihte Fürstabt Gerold Haimb einen neuen Altar. Wegen zunehmenden Platzmangels musste die Kapelle 1778/79 erweitert werden, die Kosten betrugen fast 3000 Gulden. Zehn Jahre später ersetzte man für 869 Gulden erneut den Altar. 1800 wurde Waltenschwil von Boswil getrennt und zu einer eigenständigen Pfarrei erhoben, woraufhin Ludwig von Roll zwei Nebenaltäre aus der Schlosskapelle in Hilfikon schenkte.
Pläne für einen Kirchenneubau liess der Gemeinderat erstmals 1824 erstellen. 1835 wurde zu diesem Zweck ein Grundstück nahe dem gegenüberliegenden Bünzufer erworben. Den Zuschlag für den Bau der Kirche erhielt Johann Keusch aus Boswil, der ein Barockbauwerk plante. Die Baukommission des Kantons Aargau, der seit 1825 neuer Kollator war, bevorzugte jedoch ein Bauwerk im klassizistischen Stil und vergab den gesamten Auftrag an Fidel Obrist aus Rheinfelden. Am 6. Juni 1839 erfolgte die Kirchweihe durch Joseph Anton Salzmann, den Bischof von Basel. Der Hermetschwiler Baumeister Josef Messmer baute die nicht mehr benötigte Kapelle in ein Schulhaus um.

## Bauwerk
Die geostete Saalkirche besteht aus einem rechteckigen Langhaus und einem daran anschliessenden bogenförmigen Chor, die unter einem gemeinsamen First liegen und durch konkave Schweifungen miteinander verbunden sind. Lisenen mit Kämpfern auf schmalen Sockeln fassen die Kanten ein. Über der Westfassade erhebt sich der schlanke Glockenturm mit Spitzhelm, wobei die roten Schindeln einen auffälligen Kontrast zu den weissen und grauen Mauern bilden. Die vier Kirchglocken wurden 1838 von der Aarauer Giesserei H. Rüetschi angefertigt. Drei Korbbögen führen in die Vorhalle, darüber befinden sich an der Westfassade drei Nischen mit je einer Figur aus dem späten 17. Jahrhundert. Sie stellen Nikolaus von Myra, den Salvator und einen unbekannten Heiligen dar.
Schlanke ionische Pilaster teilen das Innere in fünf Joche. Sie tragen ein Tonnengewölbe mit flachem Mittelstück. Toskanische Säulen aus Stuckmarmor tragen beim Eingangsjoch zwei Emporen. Der Chor ist ungegliedert und flach gedeckt, die Sakristei befindet sich hinter dem Hochaltar. Die Chorfenster sind mit Stuckaturen geschmückt. Aus grauem und schwarzem Stuckmarmor bestehen die Altäre und der Taufstein und die Kanzel (vom Chor aus über eine Brücke erreichbar). Zwei Figuren flankieren den Hochaltar, sie stellen die Heiligen Nikolaus und Pankratius dar.